# Aljaksandr Ljancėvič
Aljaksandr Ljancėvič (in bielorusso Аляксандр Лянцэвіч?, in russo Александр Вальдомарович Ленцевич?, Aleksandr Val'domarovič Lencevič; Lida, 2 maggio 1979) è un ex calciatore bielorusso, di ruolo portiere.

## Biografia
È il fratello maggiore di Dmitrij, anch'egli calciatore che milita nel Bohemians Praga, squadra ceca.

## Palmarès

### Club
- Coppa di Bielorussia: 1

Homel': 2001-2002